# Ангулемские анналы
Ангуле́мские анна́лы (лат. Annales Engolismenses) — латиноязычный анонимный исторический источник, повествующий о событиях, произошедших в Западно-Франкском государстве (Франции) в 814—991 годах. Получили своё название по городу Ангулему, которому анналы уделяют особое внимание.
«Ангулемские анналы» сохранились в трёх рукописях. Две из них — codex Parisiensi Latin № 2400 (конец X века) и codex Parisiensi № 5239 (первая половина XI века) — хранятся в Парижской национальной библиотеке. Ещё одна рукопись — codex № 1127 (XII век) — находится в Ватиканской апостольской библиотеке в собрании королевы Кристины.
Впервые «Ангулемские анналы» под своим современным названием были опубликованы в 1841 году в составе Monumenta Germaniae Historica. Издание было осуществлено по кодексу № 2400, наиболее старому по времени изготовления, но содержащему только несколько записей, в основном, связанных с ангулемскими событиями. Ещё ранее, в 1829 году в Monumenta Germaniae Historica был опубликован текст рукописи № 5239, получивший название «Аквитанская хроника» (лат. Chronicon Aquitanicum), в котором находилось множество дополнительных относительно рукописи № 2400 сведений не только по истории Ангумуа, но и по истории Бретани. После обнаружения в Ватиканской библиотеке кодекса № 1127, историки пришли к выводу, что все три рукописи являются редакциями одного исторического источника. На основе всего комплекса рукописей в 1859 году было сделано новое издание «Ангулемских анналов», ставшее основой для всех последующих публикаций этого памятника франкской раннесредневековой историографии. На основе анализа «Ангулемских анналов» установлено, что первая их редакция была составлена около 870 года, а затем около 930 и 991 годов два анонимных автора сделали дополнения о современных им событиях.
«Ангулемские анналы» — ценный первоисточник по истории западных и юго-западных областей современной Франции, содержащий множество уникальных, не упоминающихся в других анналах сведений, источники которых до сих пор историками точно не установлены. Среди подобных известий — точные даты смертей епископов и графов Ангулема, сведения о голоде и каннибализме в Ангумуа в 868 году и данные о действиях викингов в Бретани. Как один из основных источников о событиях в Ангумуа, «Ангулемские анналы» были использованы Адемаром Шабаннским в работе над своей «Хроникой».

## Издания
На латинском языке:
- Annales Engolismenses. — Monumenta Germaniae Historica. Scriptores (in Folio). Tome XVI. Annales aevi Suevici. — Hannover: Impensis Bibliopolii Avlici Hahniani, 1859. — S. 485—487. Архивировано 24 сентября 2015 года.

На русском языке:
- Ангулемские анналы. Восточная литература. — перевод издания в MGH 1841 года. Дата обращения: 4 апреля 2017.
- Аквитанская хроника. Восточная литература. — перевод издания в MGH 1829 года. Дата обращения: 4 апреля 2017.